# Bankia (bank)
Bankia — bank w Hiszpanii, utworzony 3 grudnia 2010 roku w wyniku połączenia siedmiu hiszpańskich instytucji finansowych, które znalazły się w kłopotach z powodu niespłacanych kredytów hipotecznych. W 2012 Bankia stała się czwartym co do wielkości bankiem i trzecim pożyczkodawcą Hiszpanii, obsługującym 12 mln klientów. Biura banku mieszczą się w Walencji, a oddział operacyjny w Madrycie. Do 7 maja 2012 prezesem banku był Rodrigo Rato. Jego miejsce zajął José Ignacio Goirigolzarri. W maju 2012 Bankia wykazała stratę brutto (przed opodatkowaniem) w wysokości 4,3 mld euro. W celu uratowania przed niewypłacalnością została częściowo znacjonalizowana przez rząd Hiszpanii — za kwotę 19 mld euro rząd przejął blisko 90 procent udziałów Bankii. 25 maja 2012, na prośbę banku, obrót jego akcjami został zawieszony.